# Mistrovství světa v cyklokrosu 2009
Mistrovství světa v cyklokrosu 2009 bylo 60. cyklokrosovým šampionátem v pořadí, konalo se ve dnech od 31. ledna do 1. února 2009 ve městě Hoogerheide v Nizozemsku.

## Elita muži
| Pos.             | Cyklista                 | Čas         |
| ---------------- | ------------------------ | ----------- |
| Zlatá medaile    | Niels Albert             | 1:02:22     |
| Stříbrná medaile | Zdeněk Štybar            | + 20 s      |
| Bronzová medaile | Sven Nys                 | + 38 s      |
| ...              | ...                      | ...         |
| 17.              | Petr Dlask               | + 1:51 min. |
| 18.              | Kamil Ausbuher           | + 1:51 min. |
| 26.              | Radomír Šimůnek (mladší) | + 2:45 min. |
| 50.              | Martin Zlámalík          | + 5:19 min. |
| -                | Martin Bína              | nedokončil  |

## Muži do 23 let
| Pos.             | Cyklista            | Čas         |
| ---------------- | ------------------- | ----------- |
| Zlatá medaile    | Philipp Walsleben   | 52:45       |
| Stříbrná medaile | Christoph Pfingsten | + 20 s      |
| Bronzová medaile | Pawel Szczepaniak   | + 21 s      |
| ...              | ...                 | ...         |
| 21.              | Jiří Polnický       | + 1:20 min. |
| 37.              | Ondřej Bambula      | + 2:54 min. |
| 44.              | Lukáš Příhoda       | + 3:55 min. |

## Junioři
| Pos.             | Cyklista         | Čas         |
| ---------------- | ---------------- | ----------- |
| Zlatá medaile    | Tijmen Eising    | 40:06       |
| Stříbrná medaile | Corné van Kessel | + 25 s      |
| Bronzová medaile | Alexandre Billon | + 25 s      |
| ...              | ...              | ...         |
| 7.               | Jan Nesvadba     | + 25 s.     |
| 15.              | Matěj Lasák      | + 44 s.     |
| 25.              | Michael Boroš    | + 1:29 min. |
| 26.              | Radek Polnický   | + 1:30 min. |
| 33.              | Tomáš Paprstka   | + 2:00 min. |

## Elita ženy
| Pos.             | Cyklista          | Čas         |
| ---------------- | ----------------- | ----------- |
| Zlatá medaile    | Marianne Vosová   | 42:39 min.  |
| Stříbrná medaile | Hanka Kupfernagel | + 1 s       |
| Bronzová medaile | Katie Compton     | + 2 s       |
| ...              | ...               | ...         |
| 32.              | Jana Kyptová      | + 5:43 min. |
| -                | Pavla Havlíková   | nedokončila |